# 2014-es newporti NATO-csúcstalálkozó
A 2014. szeptember 4–5-én Walesben, Newportban megrendezésre került NATO-csúcstalálkozó során az Észak-atlanti Szerződés Szervezete (NATO) olyan biztonsági kihívásokkal találta szembe magát, amely a NATO-tagállamok vezetőit mielőbbi fellépésre és radikális válaszadásra késztette. Ezen változások olyannyira meghatározóak, hogy egyben mérföldkőnek is tekinthetők a NATO eddigi történetében. A nemzetközileg elismert biztonságpolitikai szakértő, Szenes Zoltán a Hadtudományban és a Külügyi Szemlében megjelent két, a walesi csúcstalálkozót értékelő tanulmánya címeinek részletei is ezt az új korszakváltást sugallják: „új bor régi palackban”, „előre a múltba”.

## Előzmények
2013 őszén a walesi NATO-csúcstalálkozó szervezésével megbízottak még úgy érezhették, hogy egy, az elmúlt években megszokott tanácskozást szerveznek.  Mindezt azonban a nemzetközi biztonsági környezetben beállt változások gyors eszkalálódása, - az ukrán belpolitikai válság, a Krím-félsziget Oroszország általi elcsatolása, az Iszlám Állam néven megismert terrorszervezet megerősödése és látványos előretörése, valamint a kelet-ukrajnai polgárháború - hamar szerte foszlatta. Ezen fordulatok mielőbbi fellépést és radikális irányváltást kívántak meg a NATO-tól. A szövetségi rendszert több mint két évtizede nem érte ilyen szintű közvetlen fenyegetés, ezért a 2014. szeptember 4-5-én megrendezett walesi NATO-csúcstalálkozón olyan határozatokat kellett, hogy elfogadjanak, amelyek hatása hosszú távon is érzékelhető, maradandó lesz.

## A találkozó eredménye

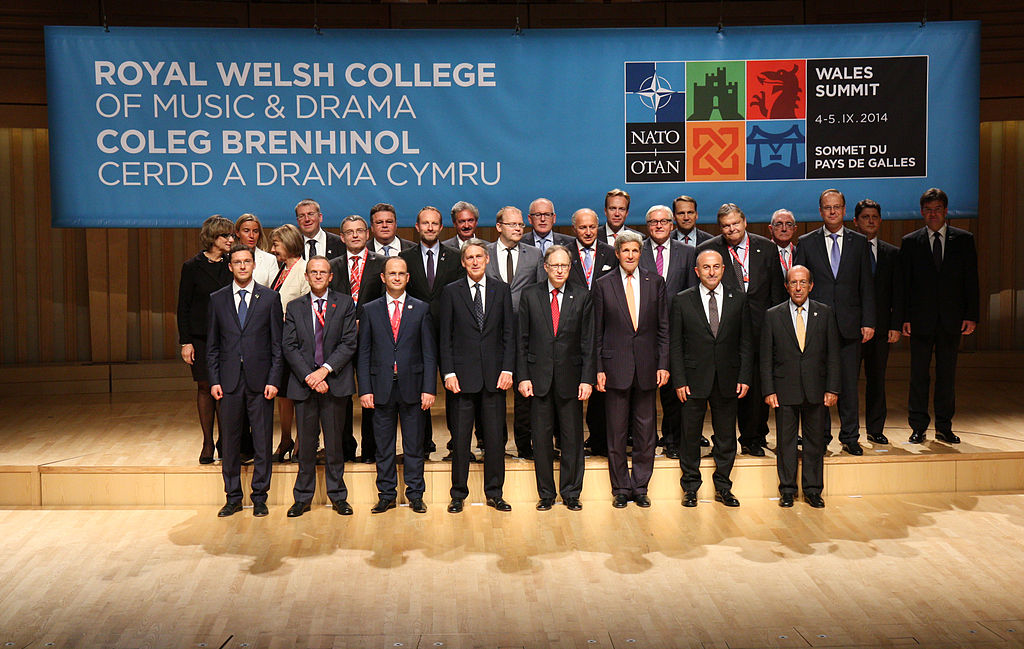
A NATO-tagállamok külügyminisztereinek gálavacsorája a Royal Welsh College-ban

A kétnapos találkozó közös nyilatkozat kiadásával zárult, melyben a NATO-tagállamok állam- és kormányfői egyöntetűen elítélik Moszkvát, mert önhatalmúlag és jogellenesen magához csatolta a Krím félszigetet, és szándékosan destabilizálta Kelet-Ukrajnát, megsértve több nemzetközi jogi normát. Felszólítják Oroszországot, hogy semmisítse meg a Krím önhatalmúlag végrehajtott elcsatolását, melyet a közös nyilatkozat elfogadói nem ismernek el. Követelik Moszkvától, hogy hagyjon fel a kelet-ukrajnai szakadárok támogatásával, vonja vissza csapatait, hagyjon fel az ukrán határ mentén és e az határon átnyúló hadműveletekkel. Tartsa tiszteletben a helyi lakosság jogait, beleértve a krími tatárokét is és tartózkodjon az Ukrajna elleni újabb agresszív fegyveres akciótól. Az Ukrajna területén bármilyen egyoldalúan végrehajtott katonai akció vagy felforgató cselekmény a nemzetközi jog súlyos megsértésének tekintendő.” - olvasható a NATO-Ukrajnai Bizottság Newsportban elfogadott közös nyilatkozatában.
A közös nyilatkozat aláírói támogatják Ukrajna törekvését, hogy a politikai rendezés útját járja, üdvözölnek minden olyan találkozót, tárgyalást, amelyen a felek a békés megoldás mellett kötelezik el magukat. Oroszország azonban vállalt kötelezettségei ellenére közvetlen katonai intervenciót hajt végre Ukrajnában, és fokozza a lázadóknak nyújtott támogatást - áll a nyilatkozatban. Felszólítják Moszkvát, hogy változtasson magatartásán, tegyen lépéseket a válság továbbterjedésének a megállítására.
A csúcstalálkozót követően szövetségi szinten megkezdődött a tervezés, a politikai és katonai döntéseknek megfelelően az új módszerek és eljárások kidolgozása valamint a képességek fejlesztése. Katonai értelemben a változások lényegét a készenlét fokozása jelentette, vagyis a szövetségi rendszer keleti és déli határainak megerősítése, gyorsabb és hatékonyabb reagálási képesség megteremtése, a Washingtoni Szerződés V. cikkelye értelmében a kollektív védelem készségének és szintjének emelése, illetve - az információs technológia rohamos fejlődésére tekintettel - kiegészítve a kibervédelem hatékonyságának emelésével.
Találkozójuk alkalmával számos olyan intézkedést fogadtak el, amelyek célja a NATO kollektív védelmének a fokozására irányult, melyet az elmúlt 25 év alatt történt legnagyobb megerősítésként szokás emlegetni. Ugyanakkor látnunk kell azt is, hogy a 2014-es walesi csúcson kitűzött katonai lépések nem lehettek valóban hatékonyak, hiszen a 28 tagállam közül 2016-ban csak öt ország védelmi költségvetése haladta meg a GDP 2%-át. Ezt felismerve a NATO-tagországok állam- és kormányfői Varsóban, a következő csúcsértekezleten döntöttek arról, hogy növelik a saját védelmi kiadásainak szintjét GDP-arányosan, és ezen belül emelik a haditechnikai fejlesztésekre költött költségvetés hányadát is.